# Andrea Eife
Andrea Eife, née le 12 avril 1956 à Leipzig, est une ancienne nageuse est-allemande.

## Biographie
Aux Jeux olympiques d'été de 1972 à Munich, elle fait partie du relais 4 × 100 m nage libre médaillé d'argent avec Gabriele Wetzko, Elke Sehmisch et Kornelia Ender,. Elle termine également 6e de la finale du 100 m nage libre, 5e de celle du 200 m nage libre et ne dépasse pas les séries sur le 800 m nage libre.
L'année suivante, aux championnats du monde se déroulant à Belgrade, elle rafle le bronze sur le 200 m nage libre. Avec ses coéquipières du 4 × 100 m nage libre, Kornelia Ender, Andrea Hübner et Sylvia Eichner, elles battent le record du monde de la distance en 3 min 52 s 45 et remportent l'or mondial.
En 1974, aux championnats d'Europe, elle est médaillée d'or sur le 4 × 100 m nage libre et de bronze sur le 200 m nage libre.